# گوشت گربه

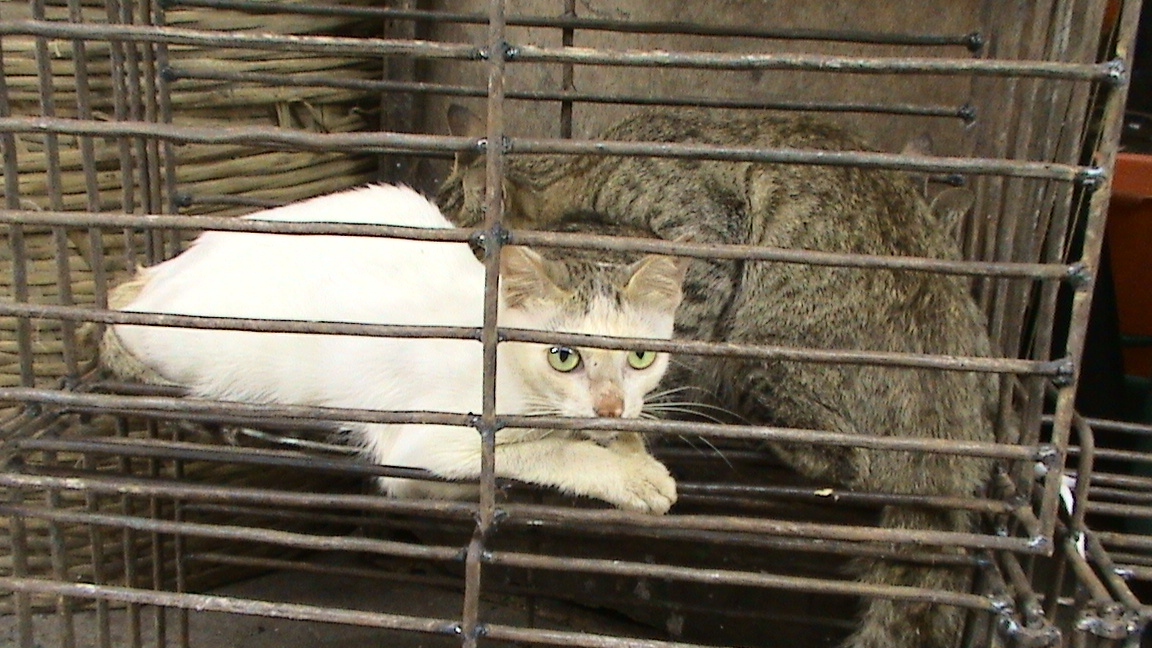
گربه‌ها برای فروش در بازاری در شرق آسیا. فروش به‌صورت زنده‌فروشی به رستوران‌ها یا کشتار و پوست‌کنی و عرضه در محل به‌شکل گوشت تازه.

گوشت گربه به گوشت تهیه شده از گربه‌های خانگی برای مصرف انسان گفته می‌شود. در برخی از کشورها خوردن گوشت گربه به طور معمول و روزمره انجام می‌شود؛ در حالی که در دیگر کشورها از گوشت گربه فقط در اوج ناامیدی و در زمان جنگ یا فقر استفاده می‌شود. گوشت گربه در بیشتر فرهنگ‌ها، از خوردنی‌های تابو است.

## آفریقا
در برخی از فرهنگ‌های کامرون، مراسم گربه‌خواری ویژه‌ای با باور دستیابی به شانس دیده شده است.

## ادیان

### اسلام
طبق احکام غذایی اسلام خوردن گوشت گربه به دلیل درنده بودن این حیوان، حرام است.

### یهودیت
قوانین کوشر دین یهود خوردن گوشت گربه را به دلیل درنده بودن این حیوان منع می‌کند. علاوه بر این کوشر تنها اجازه خوردن پستاندارانی را می‌دهد که دارای سم دوتایی و نشخوار کننده باشند.